# Tegaljadi
Tegaljadi is een bestuurslaag in het regentschap Tabanan van de provincie Bali, Indonesië. Tegaljadi telt 2097 inwoners (volkstelling 2010).